# Большая Ворошиловка
Большая Ворошиловка — деревня в составе Ворошиловского сельсовета Уренского района Нижегородской области.

## География
Находится в 6 км от Урени и в 170 км от Нижнего Новгорода.
Вблизи протекает р. Ворошиловка.

### Улицы
Уличная сеть
Большеворошиловская улица

## Инфраструктура
Почтовое отделение 606818 обслуживающее деревню находится в районном центре — городе Урень.

## Население
| 1897 | 1907 | 1916 | 2002 | 2010 |
| ---- | ---- | ---- | ---- | ---- |
| 94   | ↗113 | ↘107 | ↘9   | →9   |

Национальный состав
Согласно результатам переписи 2002 года, в национальной структуре населения русские составляли  100% из 9 человек.